# Залізні Ворота (протоки)
Залі́зні Воро́та — дві протоки в Білому морі, які відокремлюють острови Соловецького архіпелагу Соловецький на заході та Велика Муксалма на сході (Архангельська область Росії).
Півні́чні Залі́зні Воро́та (рос. Северные Железные Ворота) — протока в Білому морі, сполучає протоку Анзерська Салма з губою Довгою. Розділяє острови Соловецький та Велика Муксалма.
Протока має довжину 410 м при ширині в 280 м. Звужений мілинами з обох боків, від чого фарватер вузький і проходження ним потребує знання місцевості. Дно кам'янисте.
Півде́нні Залі́зні Воро́та (рос. Северные Железные Ворота) — протока в Білому морі, сполучає Онезьку затоку з губою Довгою. Розділяє острови Соловецький та Велика Муксалма.
Довжина 680 м, ширина 250 м. З південного входу в протоці присутні низинні отрови-скелі. Протока перекрита штучною кам'яною дамбою, в якій збудовано 5 арок для проходження води. По ним можна пропливати лише човнами.

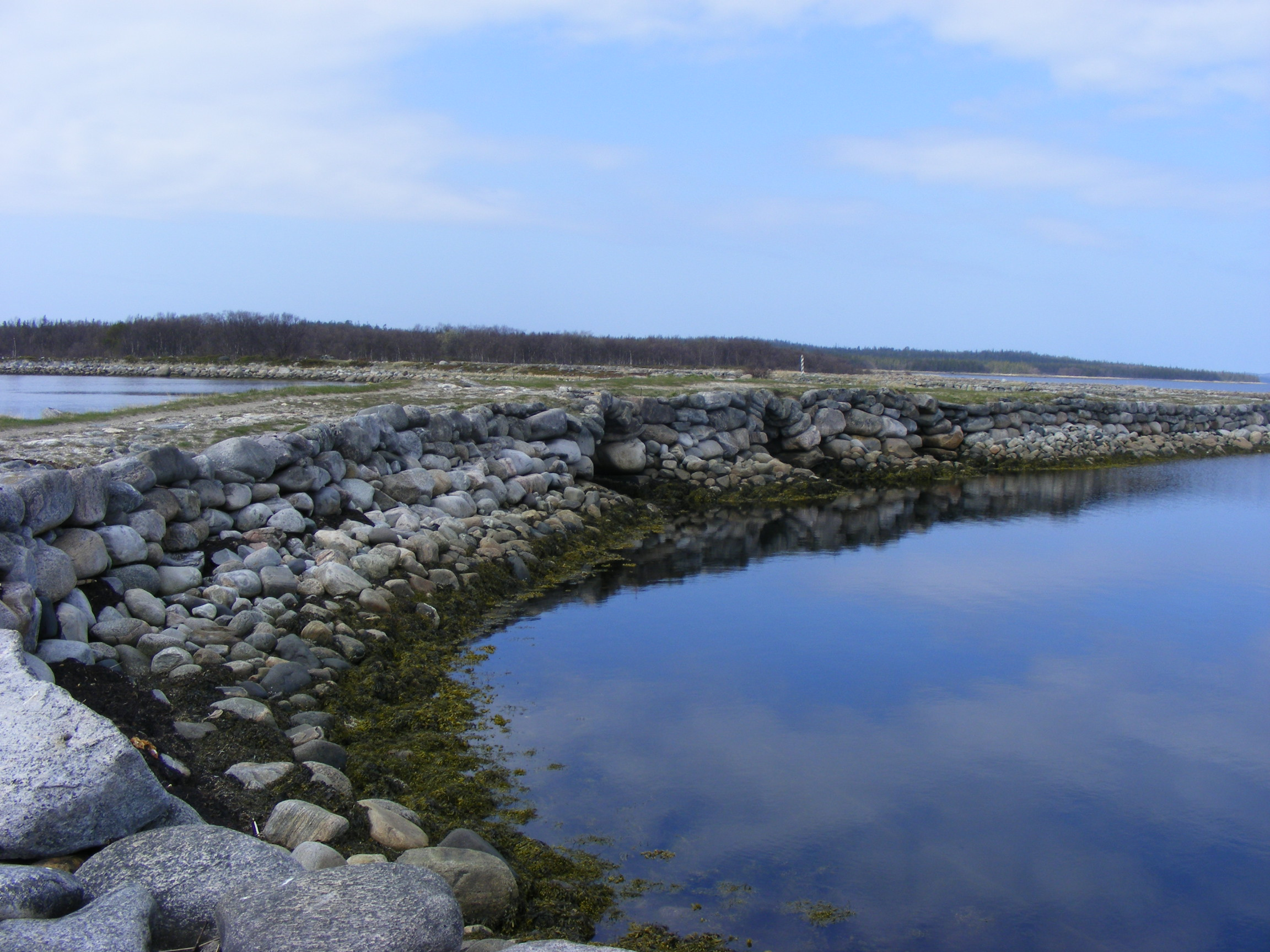
Велика Муксаломська дамба